# Севільський цирульник
«Севільський цирульник» (італ. Il Barbiere di Siviglia) — опера-буфа на 2 дії італійського композитора Джоаккіно Россіні. Лібрето створене Чезаре Стербіні на основі однойменної комедії французького драматурга П'єра Бомарше.

## Історія створення

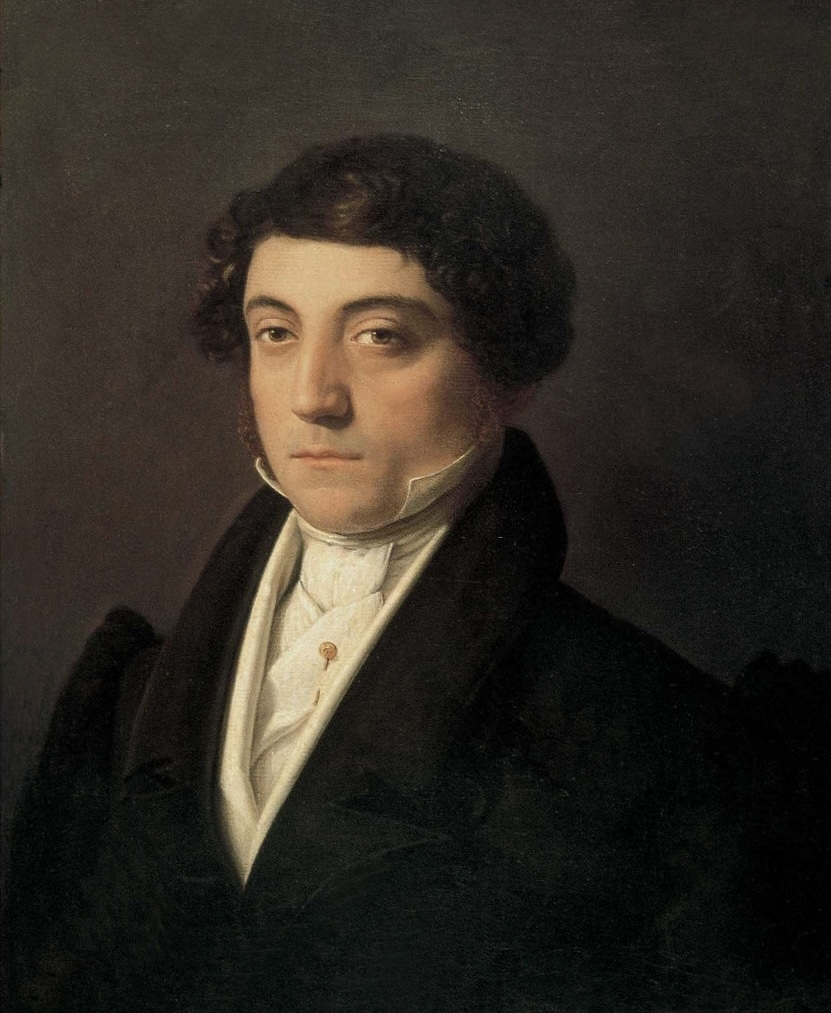
Джоаккіно Россіні

«Севільський цирульник» — не оригінальна назва цієї опери, хоча її написано саме за однойменною п'єсою Бомарше. Спочатку опера називалася «Альмавіва, або даремна обережність» («Almaviva, ossia l'inutile precauzione»). Россіні дав своєму творові таку назву тому, що опера «Севільський цирульник, або даремна обережність» вже була написана — її автором був Джованні Паїзієлло, і вона була давно популярна на оперній сцені. Крім Паїзієлло, до того часу на сюжет «Севільського цирульника» опери написали Л. Бенда (1782), І. Шульц (1786), Н. Ізуар (1797) та інші.
Россіні у 1816 році зобов'язався написати нову оперу до карнавалу для Театру Аржентіно в Римі. Однак цензура забороняла всі лібрето, які були запропоновані композитором. Залишалося зовсім мало часу до карнавалу, і тоді було вирішено використати дозволену цензурою тему. Так виникла думка про «Севільського цирульника». Россіні звернувся до Паізієлло за дозволом, і той люб'язно погодився, не сумніваючись у провалі опери молодого композитора. Нове лібрето написав Ч. Стербіні. Россіні написав музику надзвичайно швидко, використавши деякі матеріали з своїх попередніх творів, композитор впорався зі створенням опери за 13 днів.
Прем'єра відбулася в Римі 20 лютого 1816 року. Постановка пройшла невдало, оскільки була фактично зірвана шанувальниками Паїзієлло (або клакерами). Наступні виконання опери, що відбулися того ж тижня, пройшли набагато успішніше, хоча початковий провал якийсь час ще гальмував ріст популярності опери.

## Дійові особи
| Партія                                  | Голос                    | Виконавець на прем'єрі 20 лютого 1816 Диригент: Джоакіно Россіні |
| --------------------------------------- | ------------------------ | ---------------------------------------------------------------- |
| Граф Альмавіва                          | Тенор                    | Мануель Гарсіа                                                   |
| Фігаро, цирульник                       | Баритон                  | Луїджі Дзамбоні                                                  |
| Бартоло, доктор медицини, опікун Розіни | Бас або баритон          | Бартоломео Боттічеллі                                            |
| Розіна, його вихованка                  | Колоратурне мецо-сопрано | Джельтруда Рігетті                                               |
| Базиліо, її вчитель музики              | Бас                      | Дзенобіо Вітареллі                                               |
| Берта, економка доктора Бартоло         | мецо-сопрано             | Елізабетта Луасле                                                |
| Фіорелло, слуга графа Альмавіви         | Бас                      | Паоло Бьяджеллі                                                  |
| Нотаріус, солдати, музиканти            | без партій               | без партій                                                       |

## Увертюра
Сучасна увертюра насправді не була в опері від початку. Перша увертюра являла собою попурі іспанських мелодій, проте після першого виконання її партитура загубилася за нез'ясованих обставин. Тоді композитор використав написану ним на 7 років раніше увертюру до опери «Дивний випадок» («L'Equivoco stravagante»), нині забутої, яка органічно вписалася в «Севільського цирульника».

## Сюжет
Дія відбувається у XVIII столітті в Севільї.

### Дія 1
Сцена 1. На одній з вулиць Севільї зібралися музиканти, щоб акомпанувати молодому графу Альмавіва, який саме співає серенаду своїй коханій Розін («Ессо ridente in cielo»). Але всі старання марні — Розіною суворо опікується старий доктор Бартоло. Роздратований граф зі своїм слугою Фіорелло відпускають музикантів.

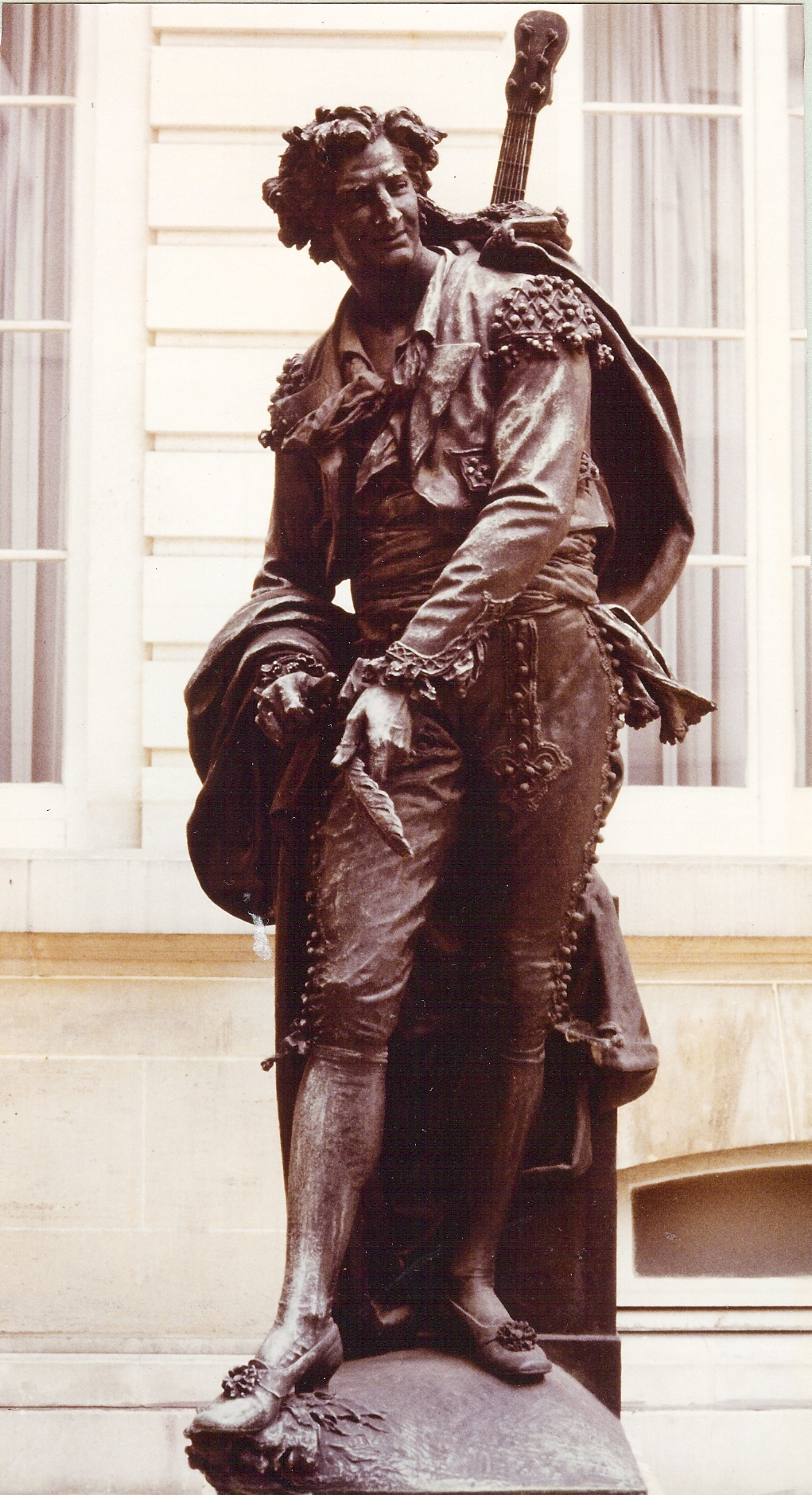
Фігаро. Скульптура Жана Амі

З'являється бадьорий і радісній цирульник Фігаро (каватина «Largo al factotum»). Граф, із сумою грошей у руках, кличе Фігаро до себе на допомогу, щоб влаштувати своє одруження з Розіною, і вони починають розробляти план дій. Але їх обговорення перериває доктор Бартоло, що саме вийшов із дому — він бурмоче про те, що сам сьогодні ж має намір одружитися з Розін. Це чують граф і Фігаро.
Тепер обидва змовники вирішують діяти швидко. Користуючись відсутністю Бартоло, Альмавіва знову заводить серенаду і цього разу представляє себе як Ліндор (мелодія цієї канцони належить Вінченцо Белліні). Розіна відповідає йому прихильно з балкона і раптом швидко віддаляється, почувши чиїсь кроки у себе в апартаментах. Винахідливий Фігаро тут же придумує, як вчинити: Альмавіва переодягнеться солдатом і наче п'яний увійде до дому зі словами, що його полк розташовано в місті і він буде жити тут. Ця ідея подобається графу, і сцена завершується веселим дуетом, в якому закоханий граф висловлює свою радість з приводу перспективи успіху всієї затії, а цирульник радіє успіху проєкту, що вже приносить заробіток.

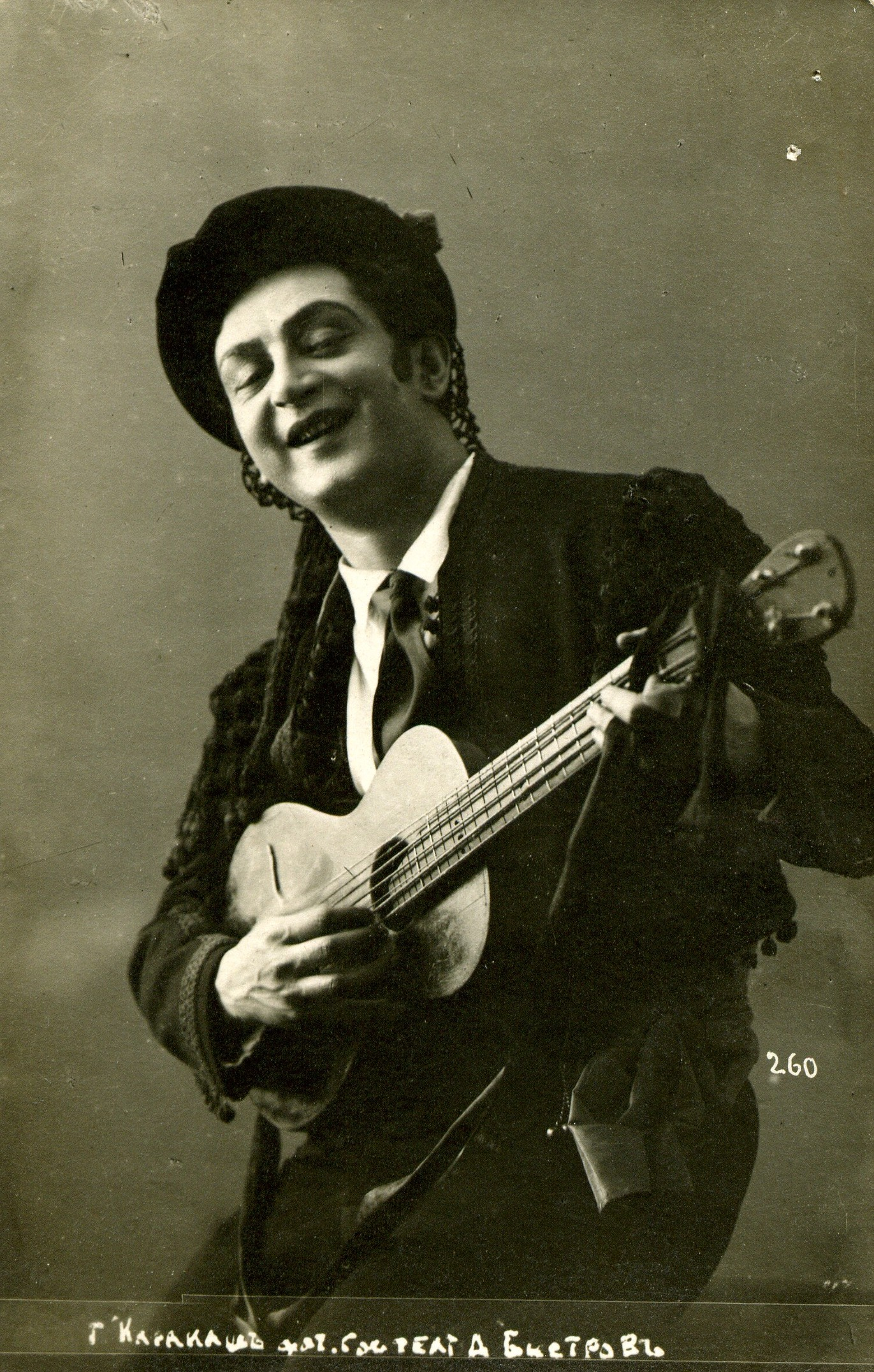
М. Каракаш в ролі Фігаро (1913)

Сцена 2. Будинок доктора Бартоло. Розіна співає свою знамениту колоратурну арію «Una voce poco fa». У ній Розіна вперше признається в своїй любові до невідомого виконавця серенад Ліндору, потім клянеться назавжди належати йому, незважаючи її опікуна, з яким вона зуміє впоратися. Після арії вона недовго, але щиро розмовляє з Фігаро, цирульником, і менш щиро — з доктором Бартоло. Наступна велика арія знана як «La calunnia» («Наклеп») — хвала наклепу або злісній плітці.
Дон Базиліо, вчитель музики, повідомляє своєму старому другові доктору Бартоло, що в місто прибув граф Альмавіва і що він є таємним коханцем Розіни. Граф Альмавіва обурений. Тим часом Фігаро розповідає Розіні, що бідний хлопець на ім'я Ліндор закоханий у неї і що було б добре з її боку написати йому листа. Розіна вже написала листа, і вона вручає його Фігаро, щоб той передав його цьому юнакові. Далі Розіна намагається спрямувати на хибний шлях свого старого опікуна, говорячи йому всякі нісенітниці. Він все це бачить і розуміє.
Доведений до сказу цим зазіханням на його гідність, доктор Бартоло співає третю велику арію в цій сцені («A un dottor della mia sorte»). З таким професіоналом, як він, говорить доктор, неможливо так поводитися, і він наказує Розіні сидіти під замком у своїй кімнаті.
Незабаром після цього входить граф Альмавіва, згідно з планом переодягнений солдатом кавалерії і зображає з себе п'яного; він заявляє, що розквартирований в будинку лікаря. Протести лікаря не допомагають: явно п'яний солдат не приймає ніяких доказів волі від доктора і загрожує йому шпагою, викрикує і лається — але при всьому цьому йому вдається по секрету дати Розіні знати, що він — Ліндор. Все перетворюється на жахливу метушню, у міру того, як один за одним до цього всього приєднуються служниця Берта, цирульник Фігаро і вчитель музики Базиліо. Через шум, в будинок вривається міська варта. Удаваний солдат майже арештований, але йому вдається виявити перед офіцером своє справжнє звання. Перша дія закінчується блискучим дев'ятиголосним хором, у якому кожен учасник визнає, що вся ситуація зовсім божевільна.

### Дія 2

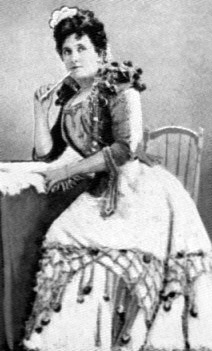
Неллі Мельба у ролі Розіни

Картина 1. З початком другої дії загальна плутанина навіть ще більше посилюється. Граф Альмавіва з'являється в будинку доктора Бартоло в новому обличчі — вчителя музики: у чорній мантії і професорському капелюсі сімнадцятого століття. Він говорить, що з'явився замінити дона Базиліо, який захворів, і наполягає дати урок музики Розіні (Пісня «L'Inutile precauzione»). Доктору Бартоло не подобається ця «сучасна музика», він співає старомодний сентиментальний романс.
Секундою пізніше з'являється Фігаро з тазиком для гоління; він наполягає на тому, щоб поголити доктора. І поки обличчя лікаря в мильній піні, закохані роблять приготування для втечі сьогодні ж увечері. Але тут приходить дон Базиліо. Звичайно ж, він зовсім не хворий, але в чарівному квінтеті кожен переконує його в тому, що у нього гарячка, і він, непомітно отримавши від графа важкий гаманець (аргумент!), вирушає додому «лікуватися». Всі ці незвичайні дії збуджують у доктора підозри, і в кінці ще одного чудового концертного номера він всіх проганяє з дому. Тоді, за контрастом, звучить дотепна маленька пісенька Берти, служниці, яка розмірковує про дурість всіх тих старців, які на старості років збираються одружитися.
Картина 2. У цей момент оркестр звуками зображає бурю, яка бушує за вікном, а також вказує на те, що пройшов якийсь час (музика для цього епізоду запозичена Россіні з його власної опери «La pietra del paragone» — «Пробний камінь»). Через вікно в кімнату проникає спочатку Фігаро, а за ним граф, загорнутий у плащ. Вони готові до втечі. Але спочатку, однак, їм належить переконати Розіну в тому, що їхні наміри благородні, оскільки досі вона не знає, що Ліндор і граф Альмавіва — це одна й та ж особа. Незабаром вони всі готові і співають Терцет втечі «Zitti, zitti» («Тихіше, тихіше»), коли раптом виявляється, що драбини немає! Пізніше з'ясовується, що прибрав її доктор Бартоло, коли вирушав влаштовувати всі справи свого весілля з Розіною.
І ось, коли з'явились Базиліо і нотаріус, за якими послав доктор Бартоло, граф підкуповує їх, щоб вони зареєстрували його шлюб з Розіною. Базиліо він пропонує перстень; в іншому випадку — дві кулі зі свого пістолета. Поспішна церемонія ледве закінчилася, як повертається доктор Бартоло у супроводі офіцера і солдатів. І тут усе з'ясовується. Доктор навіть певною мірою упокорюється такому результату, коли граф запевняє його, що не потребує посаг Розіни і той може залишити його собі. Комедія закінчується, як і повинна закінчуватися комедія, загальним примиренням.

## Постановки
Прем'єра опери відбулася 20 лютого 1816 у Театрі Арджентіна, Рим (граф Альмавіва — Мануель Гарсіа-старший; Розіна — Джорджі-Рігетті, Фігаро — Замбоні, Дон Базіліо — Вітареллі, Бартоло — Боттичеллі, ооформленні Анжело Тозеллі).
Прем'єра опери в США відбулась в Нью-Йорку 29 листопада 1825 року.
У Київському оперному театрі опера вперше була поставлена у 1927 і до 2010-х років ставилась в українському перекладі Олекси Варрави і Максима Рильського. 2019 року головний режисер Національної опери Анатолій Солов'яненко відмовився від українського перекладу, від того часу на київській сцені опера ставиться мовою оригіналу. Так само тривалий час «Севільський цирульник» в українському перекладі ставився в оперній студії НМАУ у постановці Дмитра Гнатюка.